# 성 요한 대성당 (홍콩)

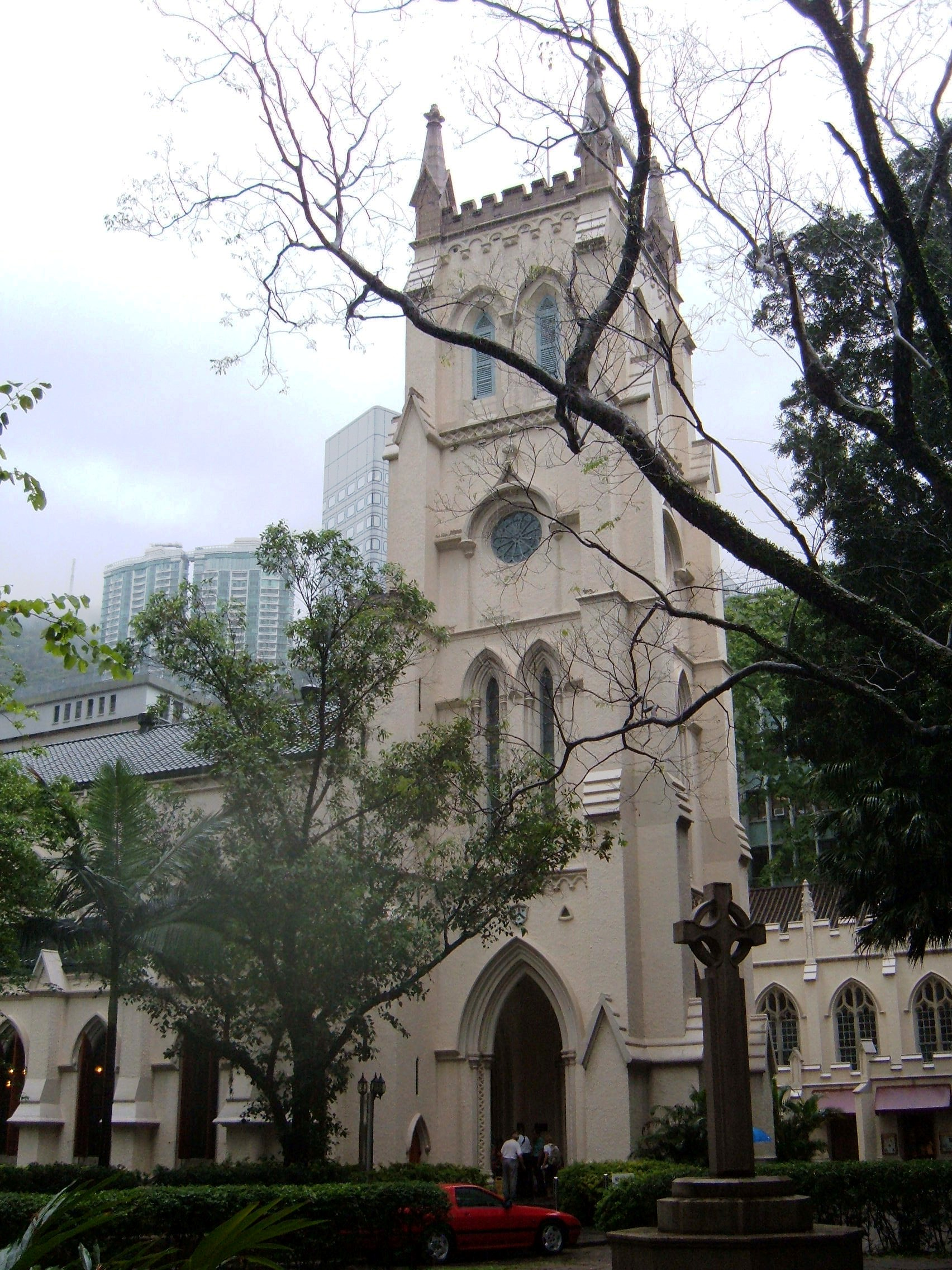
성 요한 대성당

성 요한 대성당(중국어 정체자: 聖約翰座堂, 간체자: 圣约翰座堂, 병음: Shèng Yuēhàn Zuòtáng) 또는 성 요한 주교좌 성당은 홍콩 성공회 홍콩 섬 교구의 대성당이다. 홍콩에서 제일 오래된 고딕 양식의 성당이다.
1847년에 건축이 시작되어서 1849년에 완공과 축성되었다. 1997년 7월 1일 이전에는 성당 꼭대기에 영국의 국기가 게양되어 있었지만 홍콩 반환 이후에 철거하였다.
중국인 사제에 의해 주일 마다 영어, 광동어, 중국어, 필리핀어로 감사성찬례가 집전되고 있다.

## 같이 보기
- 성공회
- 홍콩 성공회
- 감사성찬례